# Kamień graniczny w Podlesiu

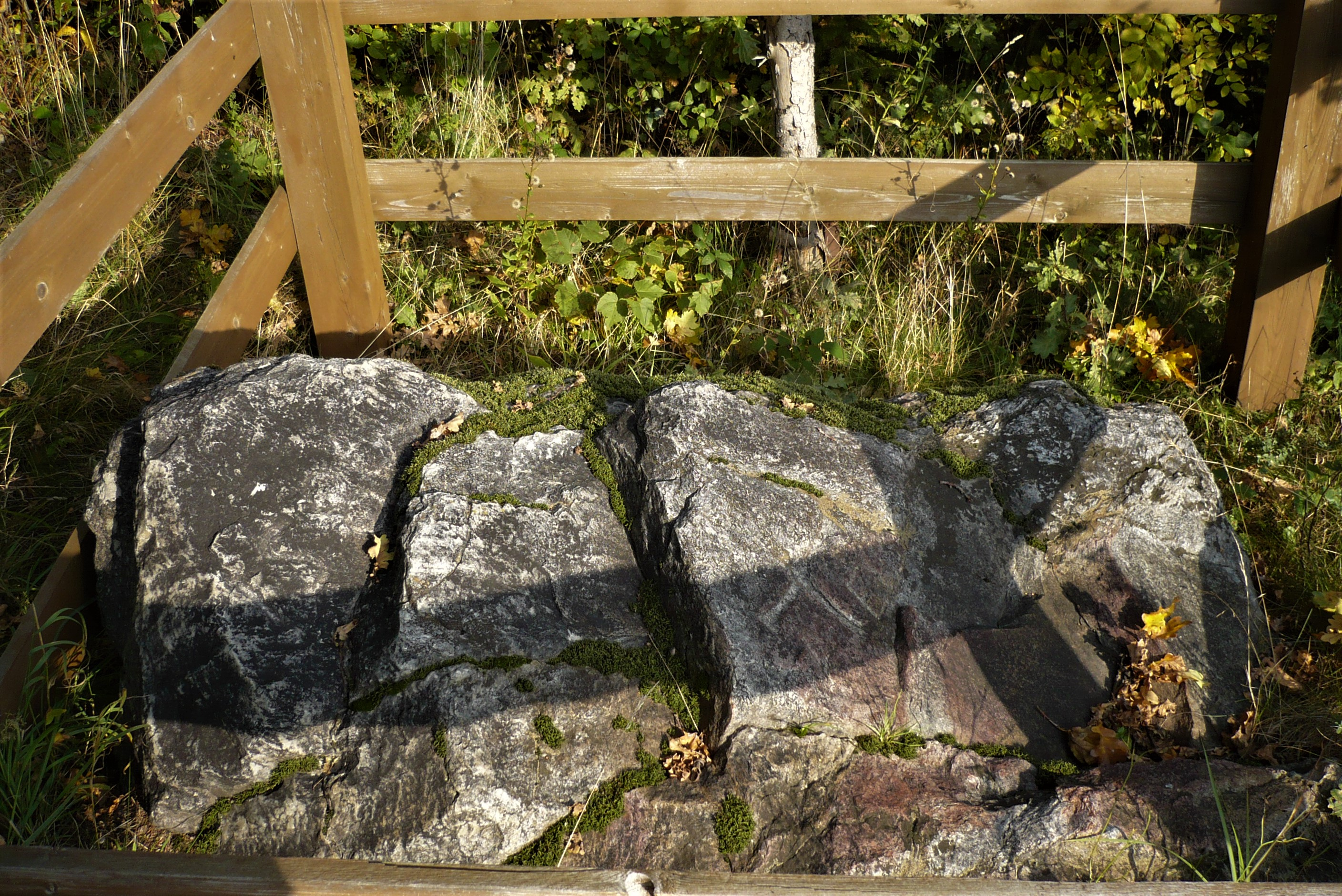
Kamień graniczny

Kamień graniczny w Podlesiu, popularnie kamień morderczy, kamień wisielczy – kwarcytowy kamień w Podlesiu w Górach Opawskich, pod Tylną Kopą (masyw Parkowej Góry), przy drodze w kierunku Prudnika. Jest to jeden z najstarszych kamieni granicznych w Polsce.

## Historia

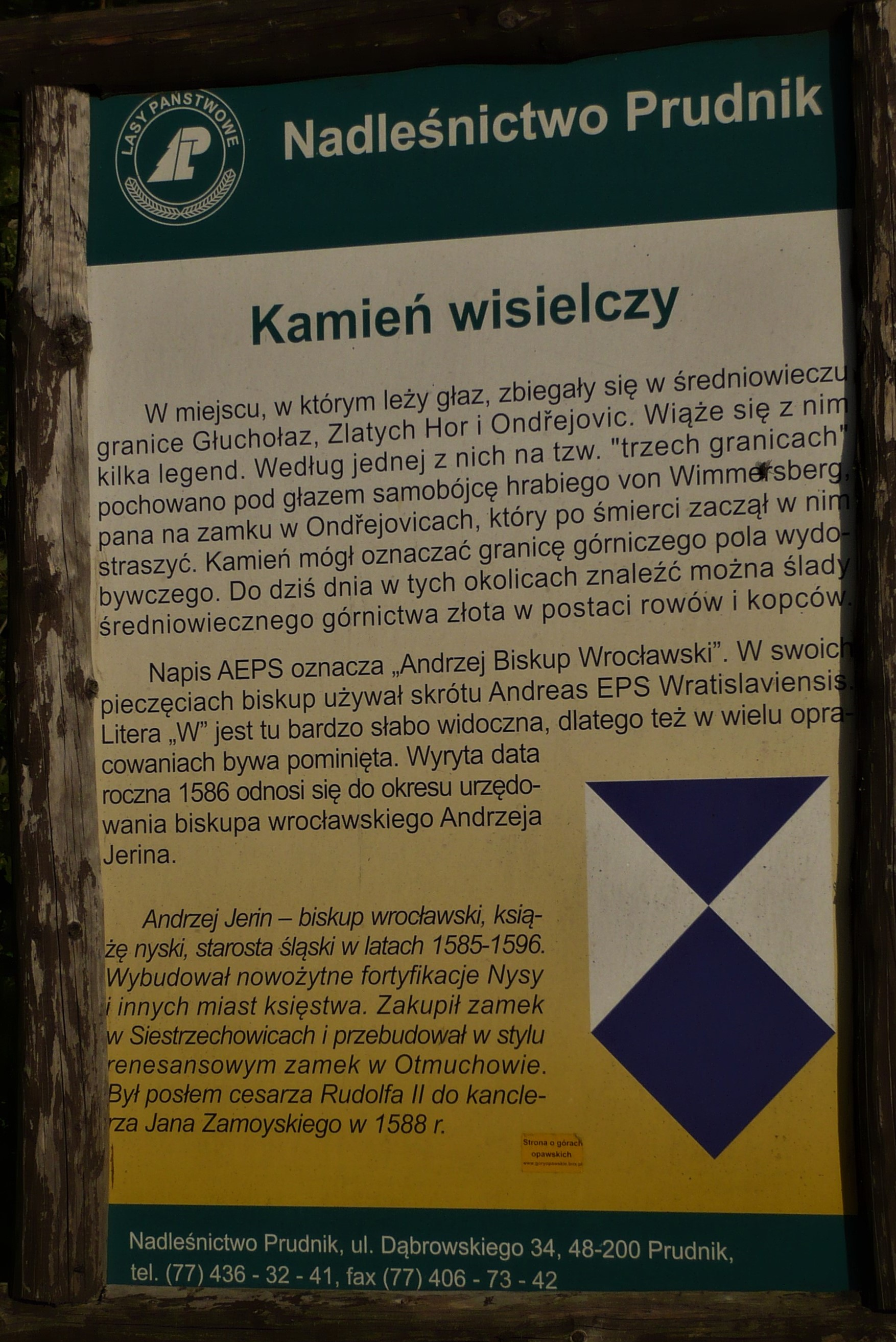
Tablica informacyjna Nadleśnictwa Prudnik

Na kamieniu wyryta jest inskrypcja AEPS(W), rozszyfrowana jako Andreas Episcopus Wratislaviensis, czyli „Andrzej biskup wrocławski”, a także liczba 1586. Wskazuje to na to, że kamień został oznakowany w 1586 na polecenie biskupa Andreasa Jerina. Wyznaczał on punkt graniczny bogatych złóż złotonośnych, będących własnością biskupów wrocławskich (księstwo nyskie). Rolę punktu wyznaczającego granicę pełnił jeszcze przed oznakowaniem w 1586. Według legendy, pod głazem miały być chowane ciała samobójców i skazańców, skąd pochodzi nazwa „morderczy kamień”.
Najstarszy ze znanych znaków granicznych nosi datę 1568, znajduje się na pograniczu niemiecko-czeskim ok. 8 km na południe od Sebnitz. Jeszcze starszy z 1548 w lesie turyńskim nie zachował się do czasów współczesnych. Najstarszy w Polsce jest głaz w Górach Stołowych z wyrytym krzyżem greckim i datą 1574. Ponieważ zapis liczb z użyciem cyfr arabskich upowszechnił się w Europie w XVI wieku, ryt daty 1586 na kamieniu w Podlesiu jest jednym z najstarszych w Europie, a uwzględniając to, że pełnił swoją rolę wcześniej, należy go uważać za jeden z najstarszych datowanych znaków granicznych w Europie Środkowej.
W 1998, z inicjatywy Towarzystwa Przyjaciół Głuchołaz, przy kamieniu ustawiono tablicę informacyjną, a sam kamień został częściowo odkopany.

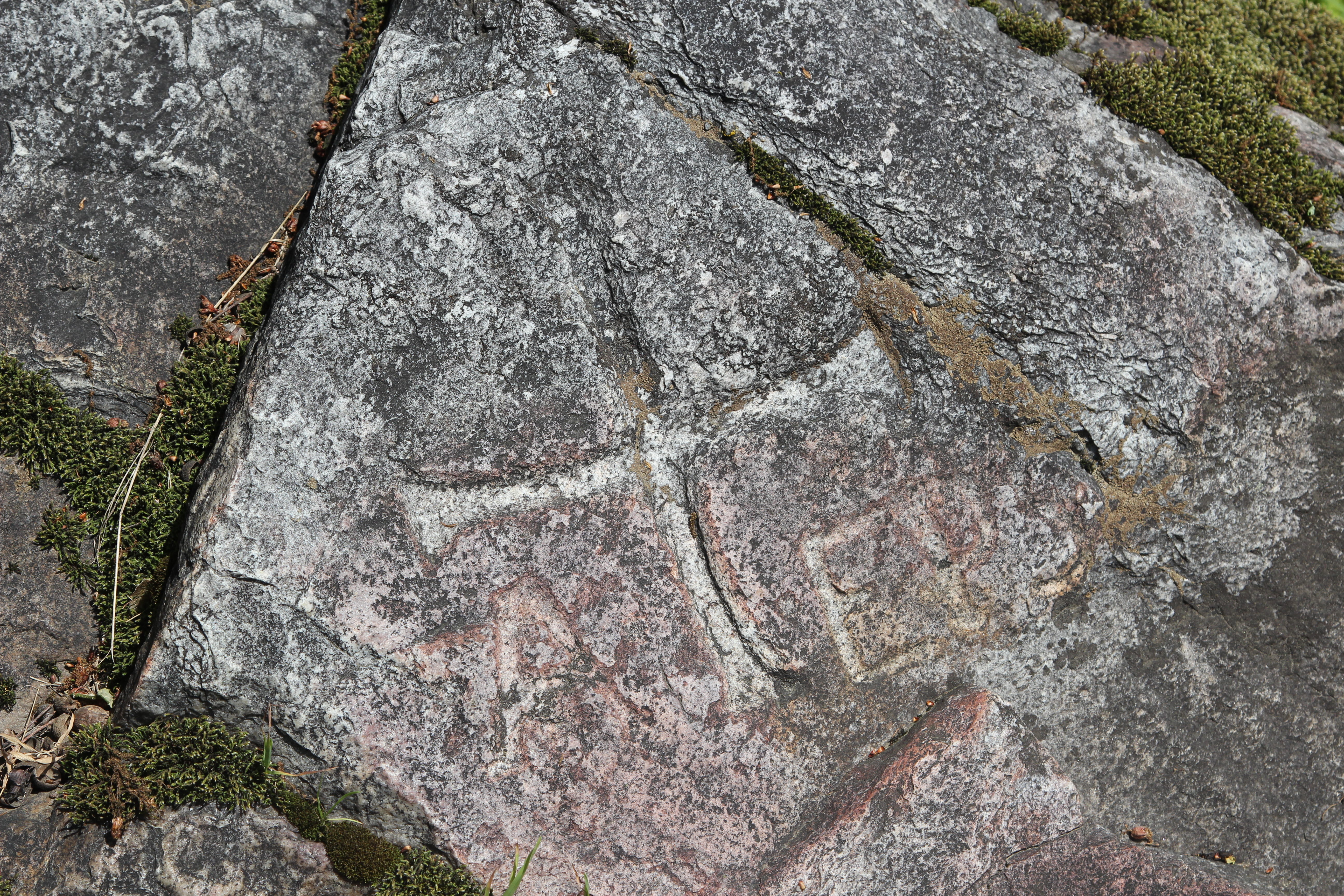
Ukośny krzyż – znak własniościowy
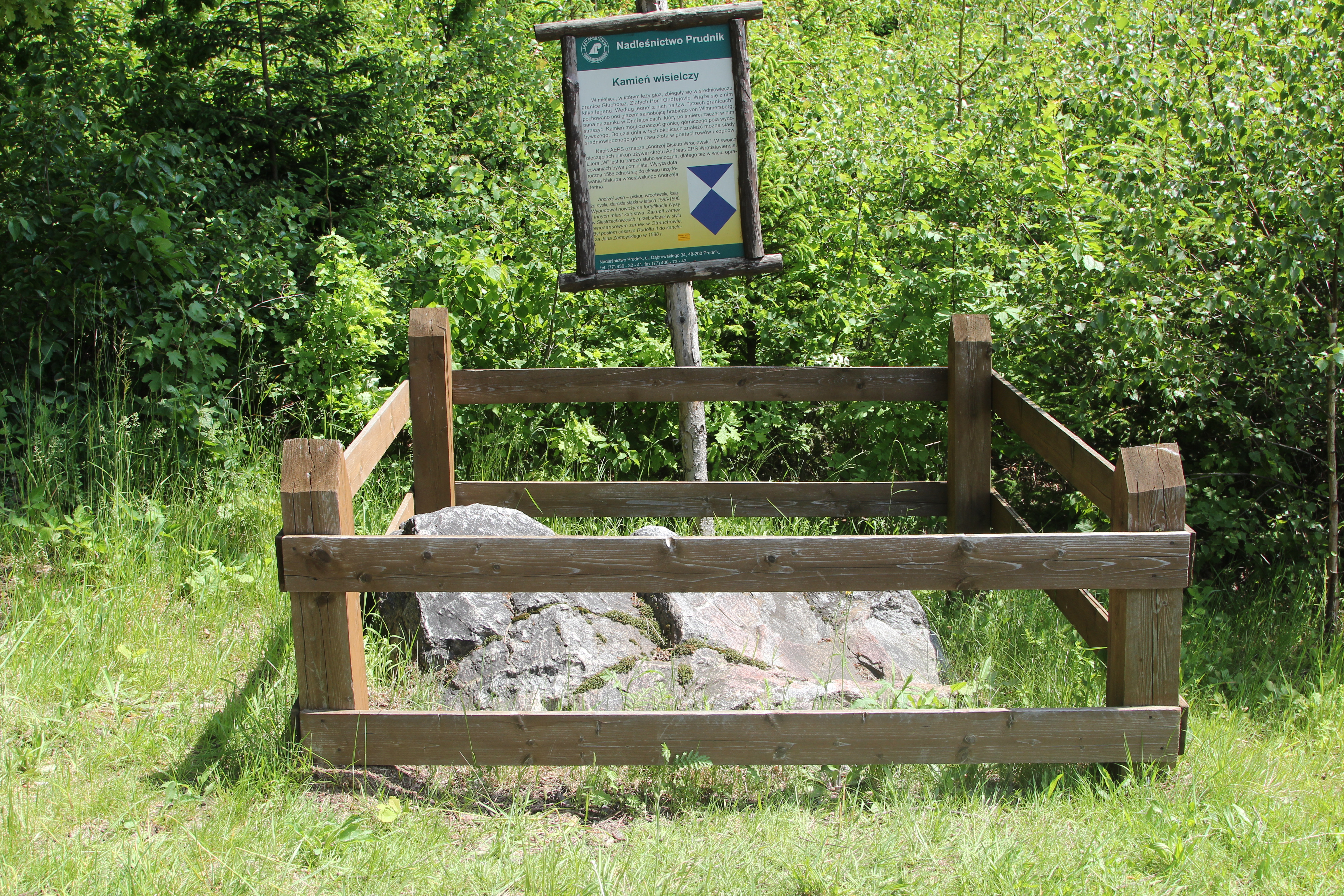
Ogrodzenie kamienia

## Turystyka
W pobliżu kamienia przebiega szlak turystyczny:
- Główny Szlak Sudecki im. Mieczysława Orłowicza (440 km): Prudnik – Świeradów-Zdrój